# Dennis van Tellingen
Dennis van Tellingen (IJsselstein, 21 januari 1979 – aldaar, 7 februari 2024) was een paparazzo en glamourfotograaf.

## Levensloop
Hij studeerde internationaal management, maar brak die studie in het derde jaar af: zijn ouders wilden dat hij die studie voltooide, maar even later werkte hij toch bij en met zijn vader Joop van Tellingen,  onder meer voor tijdschrift Party.
In 2009 overleefde hij ternauwernood de aanslag op Koninginnedag.
Hij was al een paar jaar gestopt als fotograaf toen hij plotseling op 45-jarige leeftijd overleed aan een hartinfarct.
Van Tellingen was getrouwd en had twee kinderen.